# Jan Krzysztof Kluk

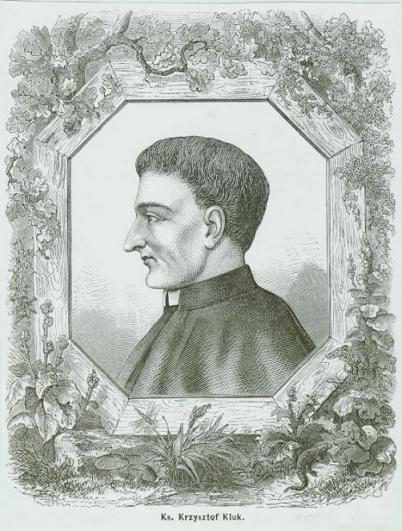
Jan Krzysztof Kluk

Jan Krzysztof Kluk  (13 de setembro de 1739 — 2 de julho de 1796) foi um naturalista polonês.